# Konrad Engelhardt
Konrad Engelhardt (* 18. Juli 1861; † 22. April 1917 in Lüneburg) war ein deutscher Verwaltungsbeamter.

## Leben
Konrad Engelhardt stammte aus Ibbenbüren, studierte Rechtswissenschaften an der Universität Halle. 1881 wurde er Mitglied des Corps Guestphalia Halle. Nach dem Studium trat er in den preußischen Staatsdienst ein und absolvierte das Regierungsreferendariat bei der Regierung Minden. 1890 bestand er das Regierungsassessor-Examen. 1895 wurde er Landrat des Landkreises Lüneburg. Das Amt hatte er bis zu seinem Tod 1917 inne.

## Auszeichnungen
- Ernennung zum Geheimen Regierungsrat[4]